# Сполдинг (окръг, Джорджия)
Окръг Сполдинг (на английски: Spalding County) е окръг в щата Джорджия, Съединени американски щати. Създаден е на 20 декември, 1851. Площта му е 518 km², а населението – 64 073 души (2010 г.). Административен център е град Грифин.

## География
Според преброяване през 2010 г., общата площ на окръга е 517.0 км², от които 512.7 км² (или 99,17%) са суша и 4.3 км² (или 0,83%) са вода.